# 마쓰오 유스케 (2000년)
마쓰오 유스케(일본어: 松尾 勇佑, 2000년 6월 27일~)는 일본의 축구 선수이다.

## 구단 경력
그는 2023년 J2리그의 오이타 트리니타에 입단했다.